# Vahto

Wappen der ehemaligen Gemeinde Vahto

Vahto [ˈvɑhtɔ] ist eine ehemalige Gemeinde im Südwesten Finnlands. Anfang 2009 wurde sie in die Nachbargemeinde Rusko eingemeindet.
Vahto liegt in der Landschaft Varsinais-Suomi 21 km nördlich der Stadt Turku. Das Gemeindegebiet von Vahto hatte eine Fläche von 77,37 km². Das ehemalige Gemeindegebiet wird in Nord-Süd-Richtung von Osern durchzogen. 40 % der Fläche sind bewaldet, 28 % werden landwirtschaftlich genutzt. Zur Gemeinde Vahto gehörten die Dörfer Askainen, Auvainen, Hemmola, Hyrköinen, Inkinen, Kautranta, Kierikkala, Koivisto, Kylämäki, Laukola, Lavamäki, Parikka, Peijari, Riittiö, Seppälä, Silvola und Sysimäki. Die Einwohnerzahl betrug zuletzt 1.919. Die Gemeinde war einsprachig finnischsprachig.
Ursprünglich gehörte Vahto zum Kirchspiel Rusko. Um 1630 ließ die Witwe eines Gutsherren im Ort eine hölzerne Kapelle errichten. In Anlehnung daran bezeichnete man Vahto damals als Puu-Rusko („Holz-Rusko“). Die Kirche von Vahto stammt aus dem Jahr 1804. Im Zuge der Trennung der Verwaltung der Landgemeinden von der Kirchenverwaltung entstand 1865 die politische Gemeinde Vahto.

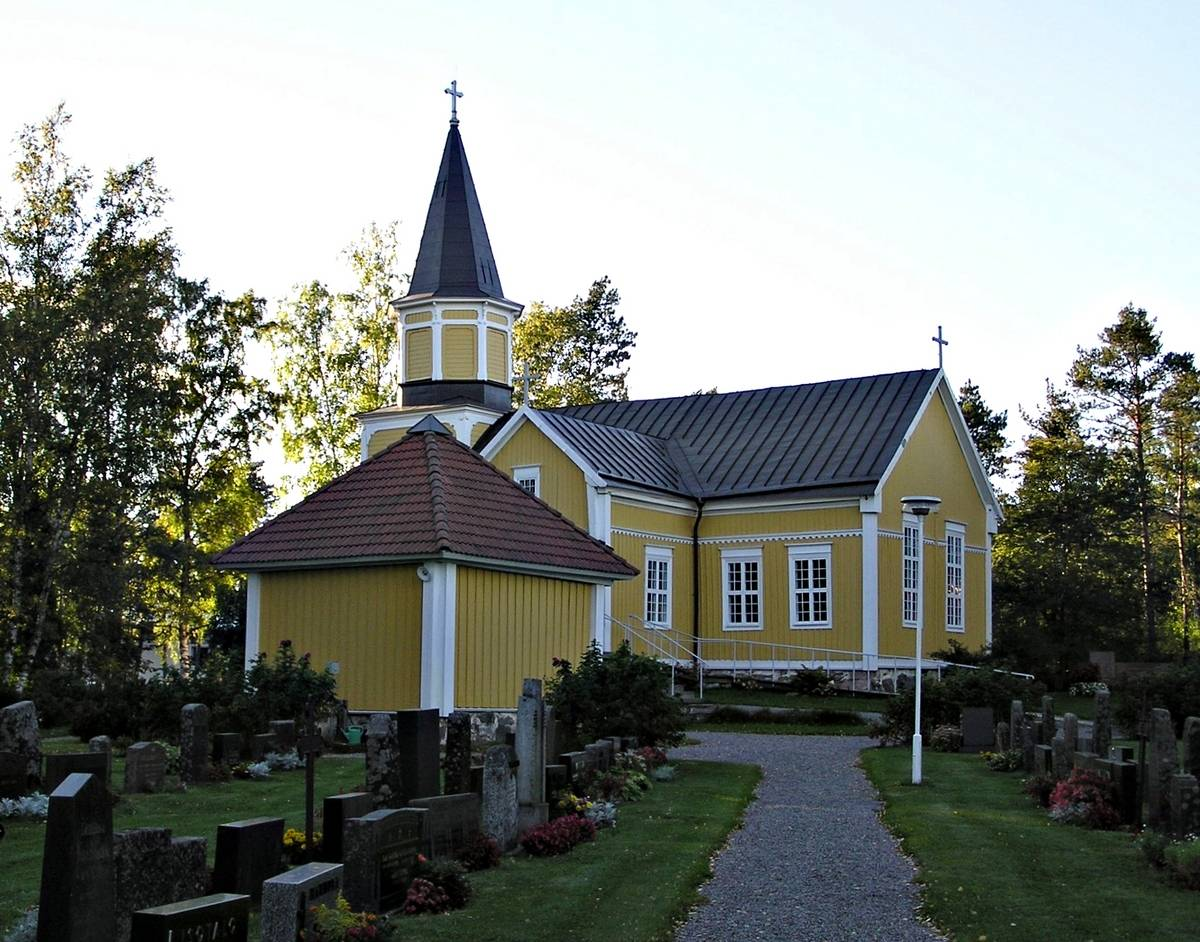
Die Kirche von Vahto